# Asia Bibi
Asia Bibi, właściwie Asia Norin (ur. 1971 w Pakistanie) – pakistańska katoliczka, fałszywie oskarżona o bluźnierstwo przeciw islamowi, sądzona przez sąd w Nankana Sahib w Pendżabie, skazana na karę śmierci, długotrwale pozbawiona wolności, uniewinniona przez sąd najwyższy w 2018 roku.

## Opis sprawy
Asia Bibi pochodzi ze wsi Ittanwali w Pakistanie. Jest chrześcijanką, drugą żoną Ašiqa Masiha i matką dwójki dzieci. Wieś Ittanwali była w czerwcu 2009 zamieszkana przez ok. 1500 rodzin, z czego 3 rodziny stanowiły mniejszość chrześcijańską. 14 czerwca 2009 Asia Bibi pracowała w polu ze swoimi muzułmańskimi koleżankami przy zbiorach falsy. Ze względu na panujący tego dnia upał kobieta napiła się wody ze znajdującej się na polu studni. Niektóre z jej muzułmańskich koleżanek uznały wówczas, że woda ze studni stała się „nieczysta”, ponieważ napiła się z niej chrześcijanka. Koleżanki Asi Bibi dodały, że aby mogła się napić, chrześcijanka musi przejść na islam. W odpowiedzi Asia Bibi wypowiedziała m.in. słowa: „Jezus Chrystus umarł za moje grzechy i za grzechy świata. A co zrobił Mahomet dla ludzi?”. Natychmiast po wypowiedzeniu tych słów Asia Bibi została poturbowana i uciekła z miejsca zdarzenia. Według niektórych źródeł rzeczywistym powodem incydentu był spór między Asią Bibi a jedną z jej muzułmańskich sąsiadek o zniszczenie mało wartościowego przedmiotu.

Ktokolwiek słowem, ustnie lub pisemnie, bądź przez działanie lub jakiekolwiek aluzje czy insynuacje, bezpośrednio bądź nie, sprofanuje święte imię Proroka Mahometa, będzie skazany na karę śmierci lub dożywotnie więzienie

19 czerwca 2009 Asia Bibi wraz ze swoją chrześcijańską koleżanką Józefiną ponownie przybyły na pole w celu kontynuacji przerwanej pięć dni wcześniej pracy. W niedługim czasie zostały otoczone przez grupę agresywnie zachowujących się mężczyzn i kobiet, którzy ciężko pobili Asię Bibi. Tłum zabrał kobietę do wsi do domu miejscowego imama, domagając się jej ukarania. Miejscowi chrześcijanie poinformowali o całym zajściu policję, która interweniowała i przewiozła kobietę na posterunek policji dla jej własnego bezpieczeństwa. Jednak pod wpływem presji tłumu oraz lokalnych duchownych Asia Bibi została aresztowana pod zarzutem bluźnierstwa zgodnie z prawem zawartym w rozdziale 295 C Pakistańskiego Kodeksu Karnego. Pomimo próśb chrześcijan o rezygnację z oskarżenia, urzędnicy podtrzymali swą decyzję, tłumacząc się „naciskami ze strony lokalnych przywódców islamskich”. Asia Bibi trafiła przed sąd i 7 listopada 2010, po trwającym ponad 16 miesięcy procesie, została jako pierwsza kobieta w Pakistanie skazana na karę śmierci przez powieszenie „za bluźnierstwo przeciw Mahometowi”. Na kobietę nałożono również grzywnę w wysokości odpowiadającej dwuipółletnim zarobkom robotnika w Pakistanie.
Warunki, w jakich Asia Bibi była przetrzymywana podczas trwania  sprawy były bardzo złe. Kobieta od początku przebywała w izolatce bez okien, zlewu i toalety. Pomieszczenie nie miało również wentylacji, więźniarka cierpiała z powodu zaduchu i komarów. Cela była ciasna, o szerokości wyciągniętych ramion.
Jedyną korzyścią z przetrzymywania Bibi było schronienie jej przed samosądem środowisk islamistycznych.
Asia miała możliwość widzenia ze swoim mężem jedynie raz w tygodniu, we wtorki.
20 lutego 2012 hiszpańskie wydawnictwo LibrosLibres wydało pamiętnik napisany przez Asię Bibi w więzieniu z pomocą francuskiej dziennikarki Anne-Isabelle Tollet. Książka nosi tytuł „Zabierzcie mnie stąd!” (hiszp.: „¡Sacadme de aqui!”) i jest tłumaczeniem francuskiego oryginału pt. „Bluźnierstwo!” (fr. „Blasphème!”). W książce znalazł się również niepublikowany list Asi Bibi do rodziny. W liście uwięziona chrześcijanka żegnała się ze swoją rodziną i złożyła wyznanie wiary.
16 października 2014 sąd apelacyjny w Lahore potwierdził wyrok śmierci na Asię Bibi. Jej rodzina zapowiedziała kasację do Sądu Najwyższego.
22 lipca 2015 miała miejsce rozprawa w Sądzie Najwyższym, który uznał, że podczas rozpraw w sądzie I i II instancji doszło do ”istotnych nieprawidłowości” i na tej podstawie zdecydował o oddaleniu wyroku śmierci i przejął sprawę do swego rozpoznania.
31 października 2018 sędzia Saqib Nisar unieważnił wyrok sądu w Lahaur, wskutek czego Asia Bibi została oczyszczona z zarzutów. Nie mogła jednak od razu opuścić więzienia, do czasu rozpatrzenia przez sąd wniosku o rewizję wyroku.
7 listopada 2018 została wypuszczona z więzienia, obecnie oficjalnie „ukrywa się”. Według trzech przedstawicieli pakistańskich służb bezpieczeństwa, na których powoływała się agencja Reutera, Bibi jest w bezpiecznym miejscu odosobnienia ze względu na groźby pod jej adresem. Podano wtedy, iż przewieziono ją najpierw strzeżoną przez wojsko drogą z więzienia na lotnisko w Multan, a stamtąd dalej. Następnie miała odlecieć samolotem w nieznanym kierunku.
Władze Pakistanu stanowczo zdementowały informacje podawane przez media, jakoby Asia Bibi opuściła ten kraj. Muhammad Faisal, rzecznik MSZ Pakistanu zapewnił, że znajduje się w bezpiecznym miejscu w Islamabadzie. Agencje Watykańskie podają, że będzie mogła opuścić Pakistan dopiero po rewizji wyroku na jej korzyść.
29 stycznia 2019 Sąd Najwyższy Pakistanu odrzucił wniosek o ponowne rozpatrzenie sprawy, tym samym podtrzymując rozstrzygnięcie z października roku poprzedniego.

## Reakcja opinii międzynarodowej

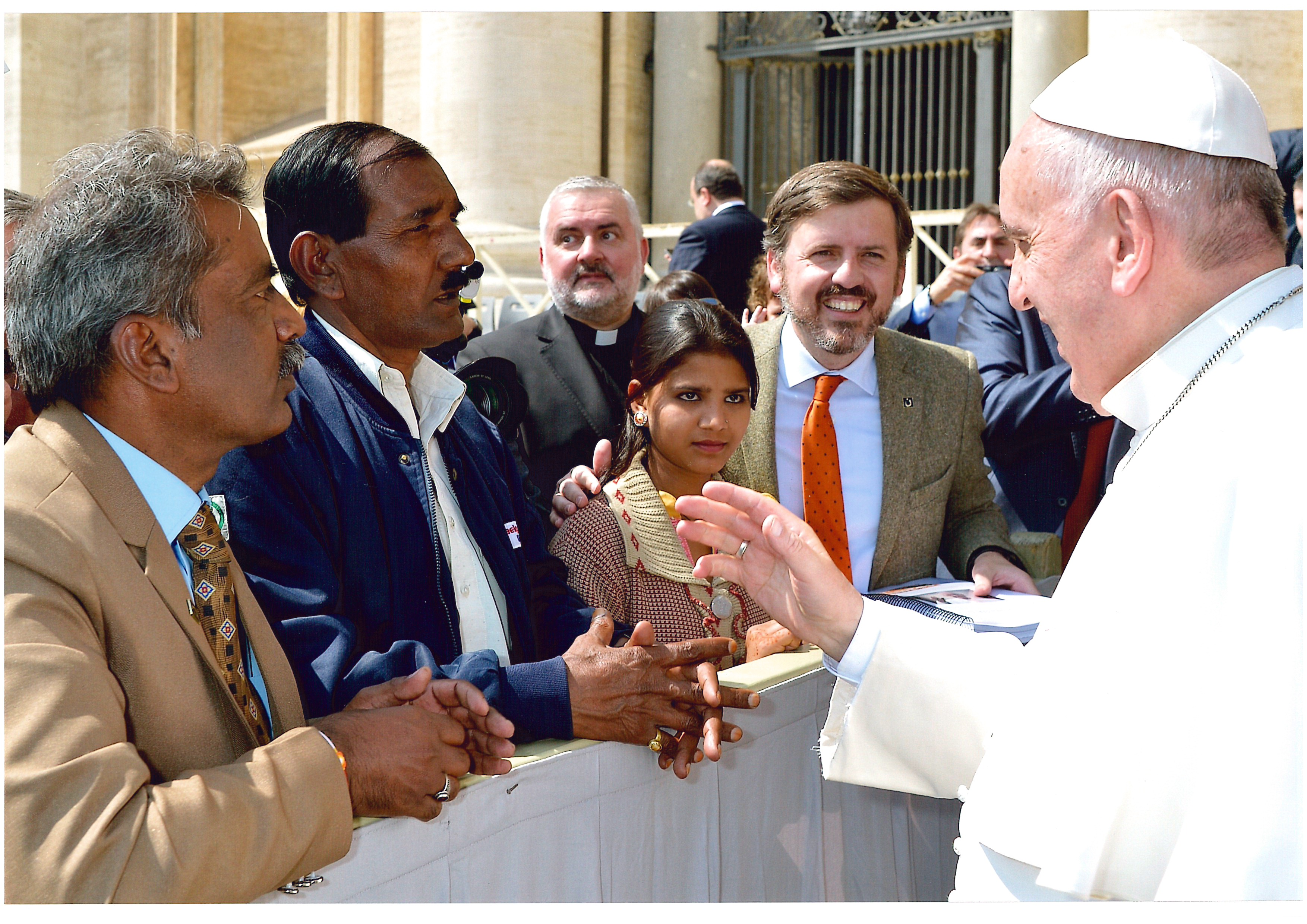
Spotkanie papieża Franciszka z rodziną (mężem i córką) Asii Bibi w kwietniu 2015

Uwięzienie Asi Bibi oraz wyrok śmierci w jej sprawie poruszyły i zbulwersowały opinię międzynarodową. Od chwili uwięzienia Pakistanki na świecie podejmowano wiele zabiegów dyplomatycznych, jak również rozpoczęto różnorodne akcje zbierania podpisów pod petycjami zmierzającymi do jej uwolnienia. W sprawę zaangażowały się również organizacje broniące praw człowieka.
W 2011 gubernator prowincji Pendżab Salmaan Taseer został zabity przez swego ochroniarza, gdy wezwał do zreformowania prawa związanego z bluźnierstwem i zabiegał o zwolnienie Asi Bibi. W 2012 z tych samych powodów zginął pakistański minister ds. mniejszości Shahbaz Bhatti.
10 listopada 2010 wiceprzewodniczący Brytyjsko-Pakistańskiego Stowarzyszenia Chrześcijańskiego (BPSC), Wilson Chowdhry, zapoczątkował akcję zbierania podpisów pod petycją, która m.in. wzywa władze pakistańskie do uwolnienia Asi Bibi. Petycję do początku stycznia 2013 podpisało ponad 5700 osób. BPSC zorganizowało również zbiórkę pieniędzy na pokrycie kosztów grzywny nałożonej sądownie na Asię Bibi oraz na pomoc jej rodzinie. Wezwało również do pisania listów poparcia bezpośrednio do skazanej.
17 listopada 2010 papież Benedykt XVI zaapelował w swoim wystąpieniu o całkowite uwolnienie Asi Bibi oraz wyraził swą „duchową bliskość” z uwięzioną Pakistanką oraz jej rodziną.
W lipcu 2011 organizacja „The Voice of the Martyrs” zapoczątkowała akcję zbierania podpisów pod petycją do prezydenta Pakistanu o uwolnienie Asi Bibi. Celem petycji jest zebranie 1 miliona podpisów. W listopadzie 2011 pierwsza transza 400 tys. podpisów została przekazana do ambasady Pakistanu w USA. Akcja zbierania podpisów jest wciąż kontynuowana. Do początku października 2017 pod petycją podpisało się ponad 704 tys. ludzi z ponad 200 krajów świata, w tym ponad 93 tys. Polaków.
16 listopada 2011 o sprawie Asi Bibi poinformował Parlament Europejski polski eurodeputowany Paweł Kowal. Wystosował również apel w sprawie uwięzionej chrześcijanki, który podpisało kilkudziesięciu europosłów. W swym apelu Paweł Kowal nawoływał m.in. do bardziej zdecydowanego wywierania presji dyplomatycznej w celu obrony prześladowanych chrześcijan.
31 maja 2012 Dominika Ćosić, korespondentka tygodnika „Wprost” w Brukseli zapoczątkowała petycję w sprawie Asi Bibi skierowaną do Polskiego Rządu, Sejmu i Senatu oraz polskich posłów do Parlamentu Europejskiego. W swojej petycji dziennikarka apeluje m.in. o bezwarunkowe zwolnienie Asi Bibi z więzienia, złagodzenie prawa o bluźnierstwie w Pakistanie, zgłoszenie do Parlamentu Europejskiego rezolucji broniącej praw mniejszości religijnych w Pakistanie. Celem petycji jest zebranie 1 mln podpisów. Do początku października 2017 petycję podpisało 790 osób.
8 marca 2012 z inicjatywy Anne-Isabelle Tollet, współautorki książki „Bluźnierstwo”, została utworzona petycja skierowana do prezydenta Pakistanu Asifa Alego Zardariego oraz do sekretarza generalnego ONZ Ban Ki-moona. Oprócz przedstawienia sytuacji Asi Bibi oraz prośby o jej uwolnienie petycja wskazuje również na inne ofiary ustawy o bluźnierstwie. Jako główną grupę ofiar wymienia muzułmanów. Petycja wzywa również do mobilizacji społeczności międzynarodowej do kampanii w celu nakłonienia władz w Pakistanie do respektowania praw człowieka. Do początku stycznia 2013 petycję podpisało ponad 1900 osób.
23 marca 2012 Mariacarmela Ribecco opublikowała petycję skierowaną do ambasadora Pakistanu we Włoszech Tehminy Janjuy. Autorka petycji wzywa do natychmiastowego i bezwarunkowego uwolnienia Asi Norin (Asi Bibi) oraz do zrewidowania prawa o bluźnierstwie. Planowany termin dostarczenia petycji do ambasady upłynął 16 kwietnia 2012.
25 maja 2016 poseł do Parlamentu Europejskiego Antonio Tajani wystąpił z inicjatywą wystosowania pisemnego oświadczenia Parlamentu w sprawie Asii Bibi, które – jeśli zostanie podpisane przez przynajmniej 376 posłów – trafi do wysokiego przedstawiciela Unii do spraw zagranicznych i polityki bezpieczeństwa, Federici Mogherini, od której oczekiwane będzie działanie w sprawie Asii Bibi oraz wolności religijnej w Pakistanie. Termin na podpisanie dokumentu minął 25 sierpnia 2016.
6 listopada 2018 CitizenGO umieściła na swojej stronie petycję do Premiera Pakistanu o umożliwienie Asi Bibi opuszczenia tego kraju oraz zagwarantowanie jej bezpieczeństwa. 7 listopada 2018 na stronie prowadzonej przez Instytut ks. Piotra Skargi ukazała się petycja do Ministra Spraw Zagranicznych Rzeczypospolitej Polskiej o przyznanie azylu politycznego Asi Bibi.